# Governació de la Mar Roja
La governació de la Mar Roja (àrab: محافظة البحر الأحمر, muḥāfaẓat al-Baḥr al-Aḥmar) és una governació o muhàfadha d'Egipte, situada a l'est del país, entre el Nil i la Mar Roja, fent de frontera amb el Sudan. La capital és Hurghada, i la governació tenia l'any 2006 una població de 288.233 habitants.